# Ortonville, Minnesota
Ortonville är administrativ huvudort i Big Stone County i delstaten Minnesota. Orten har fått sitt namn efter grundaren Cornelius Knute Orton. Enligt 2010 års folkräkning hade Ortonville 1 916 invånare.